# يو إف سي 280
يو إف سي 280: أوليفيرا ضد ماخاشيف (بالإنجليزية: UFC 280: Oliveira vs. Makhachev)‏ كان حدث لفنون القتال المختلطة نظمته يو إف سي، وأُقيم في 22 أكتوبر 2022 في اتحاد أرينا في أبو ظبي، الإمارات العربية المتحدة.

## الخلفية
تصدر نزال بطولة يو إف سي للوزن الخفيف على اللقب الشاغر بين البطل السابق تشارلز أوليفيرا وإسلام ماخاشيف الحدث. تم تجريد أوليفيرا من اللقب في يو إف سي 274 عندما فشل في تحقيق الوزن المطلوب عند دفاعه عن لقبه ضد البطل المؤقت السابق وبطل دوري المقاتلين المحترفين للوزن الخفيف جاستن غيثي. كشف بينيل داريوش، الذي من المقرر أن يواجه بطل مواجهة الفنون القتالية السابق في وزن الريشة والوزن الخفيف ماتيوز غامروت، في منتصف سبتمبر أنه من المتوقع أن يكون احتياطي لهذا النزال. بدوره، أعلن بطل وزن الريشة الحالي ألكسندر فولكانوفسكي في منتصف أكتوبر أنه البديل الرسمي في حالة انسحاب أي من المنافسين. لا يزال داريوش يدعي أن لديه احتياطي، لكن لم يتم الإعلان عن أي إعلان رسمي من خلال يو إف سي. نجح فولكانوفسكي في النهاية كبديل رسمي.
بطولة يو إف سي لوزن الديك بين البطل الحالي ألجامين ستيرلينغ والبطل السابق مرتين تي جاي ديلاشاو والذي تم استهدافه في الأصل باعتباره الحدث الرئيسي ليو إف سي 279، لكن الشركة اختارت تغيير الخطط ونقله إلى هذا الحدث.
التقت المتحدثة السابقة في بطولة يو إف سي للسيدات في وزن الذبابة كاتلين شوكاجيان ومانون فيوروت في نزال وزن الذبابة للسيدات في هذا الحدث. كان من المقرر في الأصل أن يجتمعوا في يو إف سي نزال الليلة: غان ضد تويفاسا. في الوزن الإضافي، كان وزن شوكاجيان يبلغ 127.5 رطلاً، أي رطل ونصف فوق حد القتال غير المسموح به. استمر النزال في الوزن الغير المحدد وتم تغريمها بنسبة 20% من مالها، والتي ذهبت إلى فيوروت.
كان من المتوقع أن يُقام نزال وزن القشة للسيدات بين مارينا رودريغيز وأماندا ليموس في هذا الحدث. ومع ذلك، تم تأجيل النزال إلى يو إف سي قتال الليلة 214 لأسباب غير معروفة.
وكان من المقرر إقامة نزال وزن ثقيل بين باركر بورتر وحمدي عبد الوهاب. لكن تم عزل عبد الوهاب لأسباب غير معروفة وحل محله الوافد الترويجي الجديد سليم الطرابلسي. في المقابل، تم إلغاء الاقتران تمامًا حيث انسحب الطرابلسي بسبب مشاكل تعاقدية مع أيه أر إيه أس أف سي واختار بورتر متابعة نزاله لاحقا، بدلاً من الاستبدال باستثناء ظروف غير متوقعة.
كان من المتوقع أن يواجه جيمي مولاركي ماجوميد مصطفىيف في نزال بالوزن الخفيف. ومع ذلك، انسحب مولاركي في منتصف سبتمبر بسبب الإصابة. وحل محله ياماتو نيشيكاوا. في المقابل، أُجبر نيشيكاوا على الانسحاب بسبب مشاكل تعاقدية وألغي النزال.
كان من المتوقع أن يُقام نزال بالوزن الثقيل بين شامل عبد الرحيموف وجيلتون الميدا في هذا الحدث. كان من المقرر في الأصل أن يجتمعوا في يو إف 279، لكن عبد الرحيموف انسحب بسبب قضايا التأشيرة. بدوره، تم حجز ألميدا ضد مكسيم جريشين في يو إف سي قتال الليلة 214 بالوزن الغير محدد 220 رطلاً، بعد انسحاب عبد الرحيموف مرة أخرى لأسباب غير معروفة.
كان من المتوقع أن يجري نزال بوزن الريشة بين زبيرا توخوغوف ولوكاس ألميدا في هذا الحدث. ومع ذلك، تم إلغاء النزال في اليوم السابق للحدث بسبب مشكلات إدارة الوزن المتعلقة توخوغوف.

## النتائج
1. ↑  على لقب بطولة يو إف سي للوزن الخفيف الشاغر.
2. ↑  على لقب بطولة يو إف سي لوزن الديك.
3. ↑  تم خصم نقطة واحدة من روزا في الجولة الثانية بسبب ركبة غير قانونية.

المصدر: 

## الجوائز الإضافية
حصل المقاتلون على مكافآت بقيمة 50،000 دولار.
- قتال الليلة: شون أومالي ضد بيتر يان
- أداء الليلة: إسلام ماخاشيف وبلال محمد